# Brevicornu wuyensis
Brevicornu wuyensis är en tvåvingeart som beskrevs av Wu 2003. Brevicornu wuyensis ingår i släktet Brevicornu och familjen svampmyggor. Inga underarter finns listade i Catalogue of Life.